# Den svenska journalistkåren
Den svenska journalistkåren är en yrkesgrupp som har undersöks regelbundet i olika forskningsprojekt, bland annat vid Institutionen för journalistik och masskommunikation, JMG, vid Göteborgs universitet. JMG inledde sitt forskningsprojekt år 1989. Undersökningsseriens längd är unik, även i ett internationellt perspektiv. En motsvarande serie finns bara i USA. 
Den sjunde undersökningen, Journalist'18, bygger på ett underlag som har hämtats från medlemmarna i Svenska Journalistförbundet, SJF.

## Antal och utbildning
Antalet yrkesverksamma journalister i Sverige har minskat över tid. Det gäller även antalet medlemmar i Journalistförbundet.  År 2015 fanns 13 190 yrkesverksamma SJF-medlemmar. Tre år senare, 2018, var siffran 11 585, och 2023 var den 10 219.
Könsfördelningen inom journalistkåren har jämnats ut sedan slutet av 1970-talet, då andelen kvinnor var under 30 procent. Efter en successiv ökning var det år 2005 lika många kvinnor som män som var verksamma i yrket. Undersökningen år 2018 visade bland annat att journalistkåren då bestod av något fler kvinnor (52 procent) än män (48 procent).
Av de omkring 1 150 personer som besvarade enkäten Journalist'18 hade närmare hälften, 47 procent, gått en journalistutbildning på någon av de akademiska journalistutbildningarna JMG vid Göteborgs universitet, JMK vid Stockholms universitet, Södertörns högskola eller Mittuniversitetet. Närmare var fjärde (23 procent) hade utbildats vid folkhögskola eller motsvande medan var tionde fått sin utbildning vid annat svenskt universitet eller högskola. Var femte saknade journalistutbildning.
I takt med den medietekniska utvecklingen har journalistyrket förändrats när många journalister övergått till att publicera sig på flera olika plattformar. Av enkätsvaren framgår att webben dominerar, följd av papperstidningen och sociala medier. De bevakningsområden som dominerade arbetet var politik och samhälle, följt av allmänt inriktad bevakning, kultur, feature och ekonomi/arbetsmarknad.

## Geografisk fördelning
Två av tre journalister arbetade enligt undersökningen Journalist'18 i någon av de tre storstäderna Stockholm (44 procent), Göteborg (10 procent) och Malmö. (9 procent). Det kan jämföras med att 8 procent uppger att de har sin arbetsplats i Norrland. Var tredje journalist i undersökningen, 34 procent, arbetade inom dagspress. Var fjärde, 24 procent, var frilans, och var femte, 19 procent, arbetade inom public service.
Storstadscentreringen visar sig även i de undersökningar som Institutet för mediestudier regelbundet gör, där de studerar journalistkårens bostadsorter. Den största journalisttätheten finns i stadsdelen Södermalm i Stockholm. Där bor drygt 1 000 journalister på Södermalm, vilket fler än i hela Norrland (drygt 900), och mer än var tionde av Journalistförbundets yrkesverksamma medlemmar. Även i Göteborg och Malmö är journalisterna skevt fördelade mellan stadsdelarna.

## Partisympatier
Journalistkårens partisympatier har varit föremål för återkommande undersökningar, främst från professor i journalistik Kent Asp vid Göteborgs universitet 1994–2011.
Han konstaterade i rapporten Journalist'11 att journalistkåren stod klart till vänster om både väljare och folkvalda och att den har gått åt vänster sedan slutet av 1980-talet. År 1989 placerade sig 40 procent av journalisterna till vänster. Motsvarande siffra år 2011 var 48 procent. En sammanställning av Asps undersökningar och några äldre visar hur partisympatier har förändrats över tid:
| Parti              | 1954 | 1968 | 1973 | 1989 | 1994 | 1995 | 1999 | 2005 | 2011  |
| ------------------ | ---- | ---- | ---- | ---- | ---- | ---- | ---- | ---- | ----- |
| Vänsterpartiet     | 0    | 3    | 19   | 22   | 20   | 26   | 31   | 14   | 16    |
| Socialdemokraterna | 47   | 46   | 35   | 30   | 32   | 24   | 27   | 30   | 14    |
| Miljöpartiet       |      |      |      | 12   | 14   | 18   | 10   | 23   | 42    |
| Centerpartiet      | 4    | 8    | 19   | 6    | 3    | 4    | 3    | 4    | 4     |
| Folkpartiet        | 29   | 27   | 15   | 16   | 19   | 13   | 14   | 14   | 8     |
| Moderaterna        | 20   | 16   | 12   | 13   | 10   | 13   | 10   | 13   | 14    |
| Kristdemokraterna  |      |      |      | 1    | 2    | 2    | 5    | 2    | 2     |
| Antal svarande     |      |      |      | 850  | 855  | 833  | 896  | 913  | 1 301 |

I Kent Asps undersökningar fick journalisterna svara på frågan "Vilket parti tycker Du bäst om idag?". Tidigare undersökningar är utförda av Herbert Söderström och Pelle Ahrnstedt (1954), Lars Furhoff (1968) och 1972 års pressutredning (1973).
Enligt undersökningen Journalist'11 talar forskningen för att den enskilde journalistens partipolitiska åsikter påverkar nyhetsrapporteringen i begränsad omfattning i förhållande till andra, viktigare faktorer: Professionella nyhetsvärderingsprinciper är viktigare än partipolitiska värderingar, journalisternas arbetslogik väger tyngre än journalisternas personliga åsikter, nyhetsarbete är stor utsträckning en kollektiv, redaktionell arbetsprocess, och journalister identifierar sig känslomässigt med de politiska partierna i mycket mindre grad än allmänheten.
Asp menade att journalistyrket blivit allt mer kvinnodominerat de senaste decennierna, och kvinnor gillar Miljöpartiet.

### Diskussion om public service
Vissa resultat i den undersökning som genomfördes under perioden oktober 2011–februari 2012 har lyfts upp i debatten om journalistkårens politiska neutralitet, speciellt inom public service-bolagen. Undersökningen som  helhet visade att 41 procent av de som svarade ansåg att Miljöpartiet var det bästa partiet. Av de journalister som arbetade på Sveriges Radio (120 personer) och Sveriges Television (93 personer) svarade mer än hälften att de sympatiserade med Miljöpartiet.
I maj 2012 hade Sveriges Radio:s vd Mats Svegfors invändningar mot studien. Asp besvarade Svegfors invändningar. I april 2014 kritiserade SVT:s journalist Mats Knutson undersökningen för att bygga på låg representativitet och bristfälligt underlag då endast 93 personer av cirka 1 100 SVT-anställda journalister besvarade enkäten. Kent Asp tillbakavisade kritiken: "Att det är 93 SVT-medarbetare som deltar i enkäten handlar helt enkelt om att de inte utgör en större andel av journalistförbundets medlemmar."Asp hänvisade bland annat till den höga svarsfrekvensen på över 60 procent, och att undersökningen har samma kvalitet som till exempel SOM-institutets undersökningar.
Asp sade samtidigt att Miljöpartiet i alla valrörelser som de hade ställt upp i fått en mer gynnsam behandling av journalister i allmänhet än andra partier och att rapporteringen hade haft betydelse för partiernas valresultat. Den gynnsamma behandlingen härledde Asp till partiets starka ställning i journalistkåren.